# 2024年パリオリンピックのナイジェリア選手団
2024年パリオリンピックのナイジェリア選手団(2024ねんパリオリンピックのナイジェリアせんしゅだん)は、2024年7月26日から8月11日にかけてフランスの首都パリで開催された2024年パリオリンピックのナイジェリア選手団、およびその競技結果。
2012年ロンドンオリンピック以来、3大会ぶりにメダル獲得がなかった。前回大会で銀メダルを獲得したブレッシング・オボルドゥドゥ（女子レスリングフリースタイル68kg級）は、3位決定戦で尾﨑野乃香に敗れた。同じく銅メダルを獲得したエセ・ブルーメ（女子走幅跳）は、今大会では5位入賞となった。

## 選手数
人数には団体種目の交代選手は含まれていない。
| 競技                 | 男子 | 女子 | 計 |
| -------------------- | ---- | ---- | -- |
| 陸上競技             | 18   | 18   | 36 |
| バドミントン         | 1    | 0    | 0  |
| バスケットボール     | 0    | 12   | 12 |
| ボクシング           | 2    | 1    | 3  |
| カヌー               | 0    | 2    | 2  |
| 自転車               | 0    | 1    | 1  |
| サッカー             | 0    | 18   | 18 |
| 競泳                 | 1    | 1    | 2  |
| 卓球                 | 2    | 2    | 4  |
| テコンドー           | 0    | 1    | 1  |
| ウエイトリフティング | 0    | 2    | 2  |
| レスリング           | 1    | 5    | 6  |
| 合計                 | 25   | 63   | 88 |